# 11896 Camelbeeck
11896 Camelbeeck è un asteroide della fascia principale. Scoperto nel 1991, presenta un'orbita caratterizzata da un semiasse maggiore pari a 2,4062748 UA e da un'eccentricità di 0,1641746, inclinata di 1,99702° rispetto all'eclittica.